# Mörrumsån Ebbamåla bruks naturreservat
Mörrumsån Ebbamåla bruks naturreservat är ett naturreservat i Olofströms kommun i Blekinge.
Reservatet bildades 2021 och omfattar 17 hektar. Reservatet ligger utmed Mörrumsån, mellan Hemsjö och fridafors. Området består av strömmande vatten och ekdominerade blockiga branter och sluttningar.